# Хендручей
Хендручей — ручей в России, протекает по территории Онежского района Архангельской области. Длина ручья — 20 км, площадь водосборного бассейна — 94,4 км².
Ручей берёт начало из озера Хендозера в болоте Нарто Мох на высоте 112 м над уровнем моря.
Течёт преимущественно в северо-восточном направлении по заболоченной местности.
Ручей в общей сложности имеет десять притоков суммарной длиной 27 км.
Втекает (вместе с Суласручьём) на высоте 35,4 м над уровнем моря в реку Левешку, которая, в свою очередь, впадает в Кушереку, впадающую в Онежскую губу Белого моря (Поморский берег).
Населённые пункты на ручье отсутствуют.
Код объекта в государственном водном реестре — 03010000212202000007657.